# Bryum micronitidum
Bryum micronitidum är en bladmossart som beskrevs av Harumi Ochi 1980. Bryum micronitidum ingår i släktet bryummossor, och familjen Bryaceae. Inga underarter finns listade i Catalogue of Life.